# Chiến dịch Golden Flow
Chiến dịch Golden Flow là thuật ngữ không chính thức được đặt ra từ thời Nixon để chỉ việc kiểm tra ma túy bắt buộc đối với tất cả quân nhân nghĩa vụ vừa trở về từ Việt Nam, vốn thuộc về một chương trình dưới sự chỉ đạo của Tiến sĩ Jerome Jaffe, trưởng cơ quan phòng chống ma túy của Nhà Trắng.
Tháng 6 năm 1971, quân đội Mỹ thông báo rằng họ bắt đầu phân tích nước tiểu của tất cả các quân nhân trở về. Chương trình tỏ ra có hiệu lực vào tháng 9 với kết quả thuận lợi là chỉ 4,5% binh sĩ có kết quả xét nghiệm dương tính với heroin.
Lính Mỹ tại Việt Nam không được phép lên máy bay về nước cho đến khi nào họ vượt qua được buổi kiểm tra ma túy trong nước tiểu. Nếu thất bại, những người lính này bị buộc phải ở lại Việt Nam, cai nghiện và thử lại lần nữa.
Sự phát triển của thuật ngữ này bao hàm ý nghĩa nhằm thử nghiệm phân tích nước tiểu ngẫu nhiên và còn mang biệt danh là "Bữa Tiệc Nước Chanh".